# C21H27N5
化学式C21H27N5（摩尔质量：349.473 g/mol）可能指：
- D75-4590，CAS号：384376-42-5
- 玛沃利沙福，CAS号：558447-26-0

|  | 这个同类索引页列出了具有相同分子式的化学物（即同分異構體）条目。 除非您是有意链接至本页，否则应将相应条目的内部链接指向正确的条目。 |